# Bollywood Movie Award/Bester Komiker
Der Bollywood Movie Award Best Comedian ist eine Kategorie des bis 2007 jährlich verliehenen Bollywood Movie Awards für indische Filme in Hindi.

## Liste der Preisträger
| Jahr | Film                                | Schauspieler/in   |
| ---- | ----------------------------------- | ----------------- |
| 1999 | Pardesi Babu                        | Satish Kaushik    |
| 2000 | kein Preis                          | kein Preis        |
| 2001 | Hera Pheri                          | Paresh Rawal      |
| 2002 | Dil Chahta Hai                      | Saif Ali Khan     |
| 2003 | Chor Machaaye Shor                  | Shekhar Suman     |
| 2004 | Hungama                             | Paresh Rawal      |
| 2005 | Masti – Seitensprünge lohnen nicht! | Aftab Shivdasani  |
| 2006 | Bunty Aur Babli                     | Abhishek Bachchan |
| 2007 | Khosla Ka Ghosla                    | Anupam Kher       |